# Acrochordonichthys ischnosoma
Acrochordonichthys ischnosoma is een straalvinnige vissensoort uit de familie van de meervallen (Akysidae). De wetenschappelijke naam van de soort is voor het eerst geldig gepubliceerd in 1858 door Bleeker.